# Ankapura, Hassan
Ankapura là một làng thuộc tehsil Hassan, huyện Hassan, bang Karnataka, Ấn Độ.